# يوسف رزق
يوسف رزق (1954 -)، مخرج تلفزيوني وسينمائي سوري. ولد في حمص، أخرج العديد من الأعمال الفنية والمسلسلات السورية، تزوج مرتان الزوجة الأولى هي الممثلة أمانة والي وأنجبا ولد واحد «سليمان» وهو ممثل، ومن ثم تزوج بالممثلة إمارات رزق وأنجب منها ولده الثاني «دانيال» وانفصلا لاحقا. حاصل على ماجستير إخراج سينمائي من بولونيا، وبكالوريوس في الإخراج المسرحي من أكاديمية الفنون في مصر.

## من أعماله

### مسلسلات
- سفر الحجارة
- طير بري
- ساعة الصفر
- رقصة الحبارى
- مخالب الياسمين
- وردة لخريف العمر
- حاجز الصمت
- قتل الربيع
- الخط الأحمر
- أسياد المال
- قبض الريح
- المواجهة
- صدق أو لا تصدق
- ريما والسائق
- درب التبان
- النجاة غرقا
- وعادت ليلي
- لعبة الكراسي
- ليلة واحدة

### أفلام
- سواق الاوتوبيس
- الطوق والإسوارة
- أمهات في المنفى
- الإنس والجن
- موعد مع القدر
- الهروب من الخانكة
- الجحيم

## وصلات خارجية
- يوسف رزق على موقع قاعدة بيانات الأفلام العربية